# Impatiens stoliczkai
Impatiens stoliczkai är en balsaminväxtart som beskrevs av Joseph Dalton Hooker. Impatiens stoliczkai ingår i släktet balsaminer, och familjen balsaminväxter. Inga underarter finns listade i Catalogue of Life.